# Unterseeboot 969
L'Unterseeboot 969 ou U-969 est un sous-marin allemand (U-Boot) de type VIIC utilisé par la Kriegsmarine pendant la Seconde Guerre mondiale.
Le sous-marin fut commandé le 5 juin 1941 à Hambourg (Blohm + Voss), sa quille fut posée le 29 mai 1942, il fut lancé le 11 février 1943 et mis en service le 24 mars 1943, sous le commandement du Leutnant zur See Max Dobbert.
Il est sabordé à la base sous-marine de Toulon en août 1944.

## Conception
Unterseeboot type VII, l'U-969 avait un déplacement de 769 tonnes en surface et 871 tonnes en plongée. Il avait une longueur totale de 67,10 m, un maître-bau de 6,20 m, une hauteur de 9,60 m et un tirant d'eau de 4,74 m. Le sous-marin était propulsé par deux hélices de 1,23 m, deux moteurs diesel Germaniawerft M6V 40/46 de 6 cylindres en ligne de 1 400 cv à 470 tr/min, produisant un total de 2 060 à 2 350 kW en surface et de deux moteurs électriques Brown, Boveri & Cie GG UB 720/8 de 375 cv à 295 tr/min, produisant un total 550 kW, en plongée. Le sous-marin avait une vitesse en surface de 17,7 nœuds (32,8 km/h) et une vitesse de 7,6 nœuds (14,1 km/h) en plongée. Immergé, il avait un rayon d'action de 80 milles marins (150 km) à 4 nœuds (7,4 km/h; 4,6 milles par heure) et pouvait atteindre une profondeur de 230 m. En surface son rayon d'action était de 8 500 milles nautiques (soit 15 700 km) à 10 nœuds (19 km/h).
L'U-969 était équipé de cinq tubes lance-torpilles de 53,3 cm (quatre montés à l'avant et un à l'arrière) et embarquait quatorze torpilles. Il était équipé d'un canon de 8,8 cm SK C/35 (220 coups), d'un canon antiaérien de 20 mm Flak et d'un canon 37 mm Flak M/42 qui tire à 15 350 mètres avec une cadence théorique de 50 coups par minute. Il pouvait transporter 26 mines TMA ou 39 mines TMB. Son équipage comprenait 4 officiers et 40 à 56 sous-mariniers.

## Historique
Il reçut sa formation de base au sein de la 5. Unterseebootsflottille jusqu'au 30 septembre 1943, il intégra sa formation de combat dans la 7. Unterseebootsflottille puis dans la 29. Unterseebootsflottille à partir du 1er mars 1944.
Sa première patrouille est précédée d'un court trajet de Kiel à Bergen. Elle commence le 5 octobre 1943 au départ de Bergen. Après 63 jours de recherche infructueuse de convoi dans l'Atlantique Nord, l'U-969 atteint Lorient le 6 décembre 1943.
Sa deuxième patrouille commence le 18 janvier 1944. L'U-969 est appelé en renfort en Méditerranée. Il passe le détroit de Gibraltar dans la nuit du 4 au 5 février 1944 et il longe les côtes de l'Algérie. Le 22 février 1944, l'U-969 attaque le convoi UGS-31 près de Philippeville et endommage gravement deux bâtiments américains. Les deux navires s'échouent sur la côte algérienne. Ils sont déclarés totalement perdus. Le sous-marin atteint Toulon après quarante jours en mer.
Sa troisième patrouille se déroule du 20 mars au 28 avril 1944. Le 31 mars 1944, l'U-421 et l'U-969 sont déployés contre le convoi UGS-36, qui entre en Méditerranée, mais son escorte empêche toute attaque. Les deux U-Boote sont rejoints par l'U-471 et les trois submersibles sont déployés contre le convoi UGS-37 entré en Méditerranée le 10 avril 1944, mais ils ne rencontrent aucun succès. Le 20 avril, l'U-969 attaque sans succès le convoi UGS-38 arrivé la veille en Méditerranée. Après ces échecs successifs, il fait route vers Toulon.
Le 5 juillet 1944, l'U-969 est fortement endommagé dans le bassin n°2 de Castigneau à Toulon, par un bombardement aérien du 15e Sqn de l'USAAF. Il est désarmé le même jour. Le 6 août 1944, il est de nouveau endommagé par un autre assaut de l'US Air Force.
Il est détruit le 19 août 1944 à la position 43° 07′ N, 5° 55′ E, pour empêcher les forces alliées pour le réparer.
 Il est renfloué puis démoli en 1947.
Aucun membre d'équipage ne meurt lors des deux bombardements.

## Affectations
- 5. Unterseebootsflottille du 24 mars 1943 au 30 septembre 1943 (Période de formation).
- 7. Unterseebootsflottille du 1er octobre 1943 au 29 février 1944 (Unité combattante).
- 29. Unterseebootsflottille du 1er mars 1944 au 6 août 1944 (Unité combattante).

## Commandement
- Oberleutnant zur See Max Dobbert du 24 mars 1943 au 6 août 1944.

## Patrouilles
|       | Commandant        | Départ            | Départ  | Arrivée         | Arrivée | Jours     | Succès   |
| ----- | ----------------- | ----------------- | ------- | --------------- | ------- | --------- | -------- |
|       | Oblt. Max Dobbert | 30 septembre 1943 | Kiel    | 4 octobre 1943  | Bergen  | 5 jours   |          |
| 1     | Oblt. Max Dobbert | 5 octobre 1943    | Bergen  | 6 décembre 1943 | Lorient | 63 jours  |          |
| 2     | Oblt. Max Dobbert | 18 janvier 1944   | Lorient | 26 février 1944 | Toulon  | 40 jours  | 14 352   |
| 3     | Oblt. Max Dobbert | 20 mars 1944      | Toulon  | 28 avril 1944   | Toulon  | 40 jours  |          |
| Total | Total             | Total             | Total   | Total           | Total   | 148 jours | 14 352 t |

Note : Oblt. = Oberleutnant zur See

### Opérations Wolfpack
L'U-969 a opéré avec les Wolfpacks (meute de loups) durant sa carrière opérationnelle.
- Siegfried (22-27 octobre 1943)
- Siegfried 1 (27-30 octobre 1943)
- Körner (30 octobre – 2 novembre 1943)
- Tirpitz 2 (2-8 novembre 1943)
- Eisenhart 3 (9-15 novembre 1943)
- Schill 2 (17-22 novembre 1943)
- Weddigen (22 novembre – 4 décembre 1943)

## Navires coulés
L'U-969 a détruit 2 navires marchands totalisant 14 352 tonneaux au cours des 3 patrouilles (148 jours en mer) qu'il effectua.
| Date            | Nom               | Nationalité | Tonnage | Convoi | Fait         | Localisation        |
| --------------- | ----------------- | ----------- | ------- | ------ | ------------ | ------------------- |
| 22 février 1944 | George Cleeve     | USA         | 7 176   | GUS-31 | Perte totale | 37° 22′ N, 7° 17′ E |
| 22 février 1944 | Peter Skene Ogden | USA         | 7 176   | GUS-31 | Perte totale | 37° 22′ N, 7° 17′ E |